# The Scalphunters
Scalphunters (br.:Revanche Selvagem / pt.: Os caçadores de escalpes) é um filme estadunidense, de 1968, dos gêneros drama e faroeste, dirigido por Sydney Pollack,  roteirizado por William W. Norton, música de Elmer Bernstein.

## Sinopse
Um caçador de peles e um escravo fugitivo, perseguem e são perseguidos por um grupo de malfeitores, matadores de índios por seus escalpos.

## Elenco
- Burt Lancaster ....... Joe Bass
- Shelley Winters ....... Kate
- Telly Savalas .......  Jim Howie
- Ossie Davis ....... Joseph Lee
- Dabney Coleman ....... Jed
- Paul Picerni ....... Frank
- Dan Vadis .......  Yuma
- Armando Silvestre ....... Dois Corvos
- Nick Cravat ....... Yancy
- Tony Epper
- Chuck Roberson
- John Epper
- Jack Williams